# Mewar

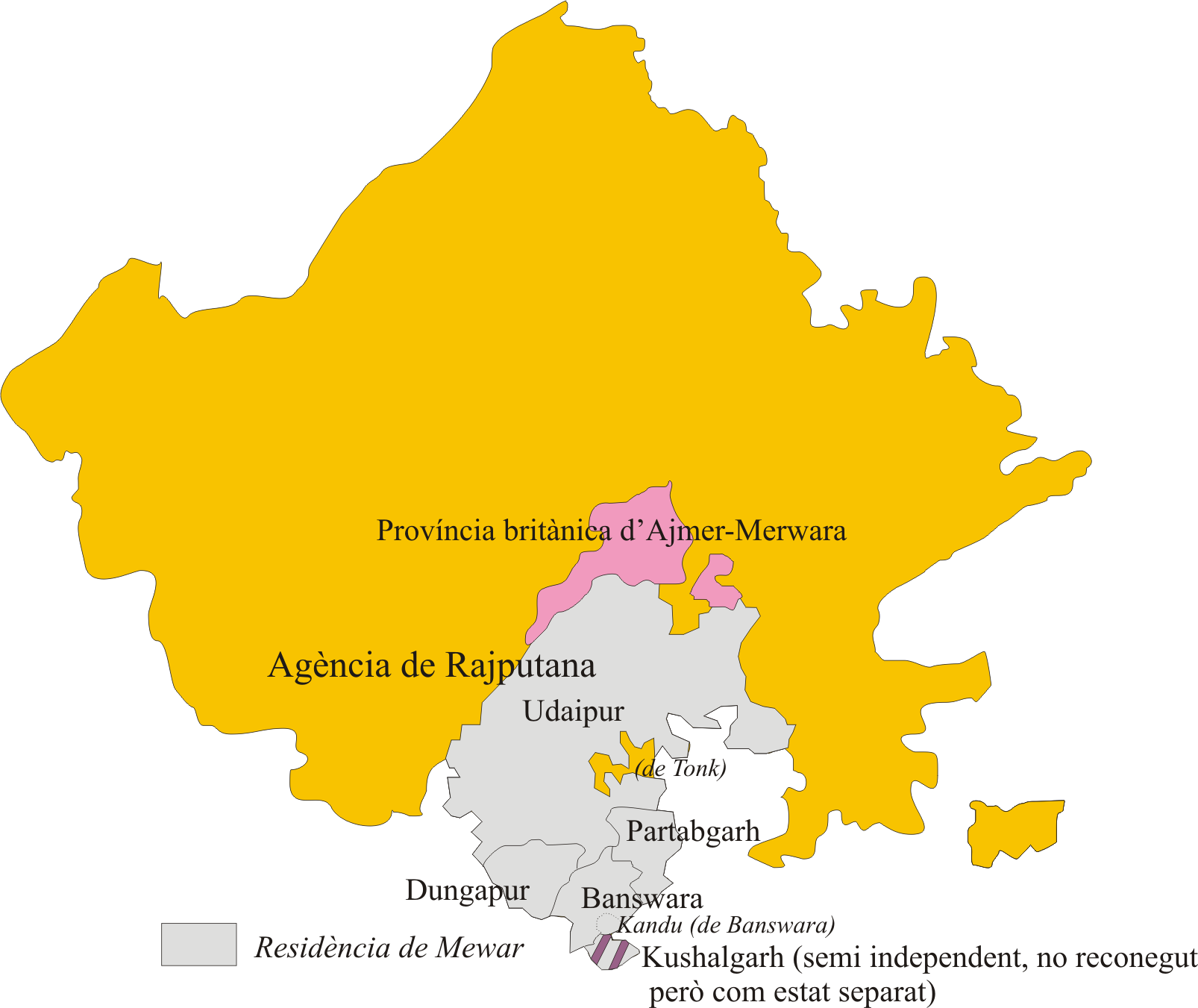
Agència de Mewar fins al 1906

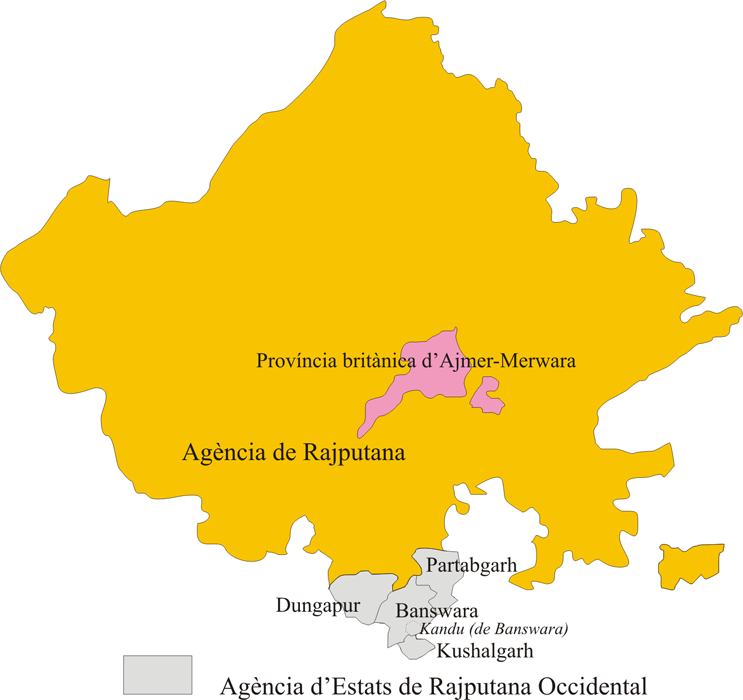
Agència dels Estats de Rajputana Occidental separada de Mewar el 1906

Mewar (conegut també com a Udaipur, pel nom de la seva capital) fou un principat de l'Índia, a l'agència de Mewar a la Rajputana. A la literatura sànscrita se l'anomena Maidpat o Med Pat, que vol dir "Terra dels meds" o "Terra dels meos" una tribu encara existent a una part del Rajasthan.
Limitava al nord amb la província britànica d'Ajmer-Merwara i l'estat de Shahpura; a l'oest amb Jodhpur i Sirohi; al sud-oest amb Idar; al sud, amb Dungarpur, Banswara i Pratabgarh; a l'est amb el districte de Nimach (Gwalior), el districte de Nimbahera (de Tonk) i els estats de Bundi i de Kotah; i al nord-est amb Jaipur. Al centre de l'estat hi havia la pargana (districte) de Gangapur que pertanyia a Gwalior, amb 10 pobles; cap a l'est hi havia la pargana de Nandwas (amb 29 pobles) i al sud-est tenia el territori de diversos estats i porcions de Gwalior, Indore i Tonk. L'estat tenia petits enclavaments a Shahpura, Jodhpur, Idar i Gwalior.

## Geografia física
La part nord i nord-est era un altiplà amb petites elevacions mentre el sud i oest era rocós, muntanyós i selvàtic. La part sud-oest era anomenada "Hilly Tracts of Mewar", i comprenia la part més selvàtica de les muntanyes Aravalli, serralada que entrava a l'estat amb una altura de 739 metres i seguia en direcció sud-oest per la zona fronterera, incrementant gradualment la seva altura per arribar a 1337 metres; una serralada corria entre Bari Sadri i el riu Jakam, al sud-est, i a l'est de Chitor hi havia una sèrie de muntanyes de nord a sud formant un grup de valls estretes paral·leles, amb una altura mitjana de 575 metres però arriba puntualment als 625 metres; a la part oriental començava a Mandalgarh la part central de la serralada coneguda per Bundi, i al nord-est hi havia una altra serralada fins a la ciutat de Jahazpur.

## Rius i llacs
Els rius principals són el Chambal i el seu afluent, el Banas. El primer, de trajecte curt a l'estat, rebia al Bamani; el segon, que neix a les muntanyes Aravalli prop de Kumbhalgarh, corre per l'estat uns 290 km en direcció est-nord-est i surt de l'estat prop del territori de Deoli; els seus afluents a Mewar són el Berach o Ahar i el Kothari. Altres rius eren el Khari (al nord) i el Som (amb el seu afluent el Jakam) al sud.
L'estat tenia diversos llacs; el més destacat era el Dhebar o Jai Samand a Kankroli. A la vora de la capital cal esmentar el Udai Sagar, el Pichola i el Fateh Sagar.

## Animals
Antílops i gaseles són els més habituals. Alguns lleopards viuen a les muntanyes i tigres als Aravalli entre Kumbhalgarh i Kotra, al districte de Chhoti Sadri al sud-est i als feus de Bhainsrorgarh i Bijolia a l'est. Els cérvols viuen a la vora del riu Jakam.

## Superfície
La superfície de l'estat era de 32.869 km².

## Jaciments arqueològics
A diversos punts de l'estat hi havia inscripcions que dataven d'entre el segle iii aC i el segle viii, totes en pedra; en metall la més antiga és del segle XII.
Entre els monuments destaquen dues stupes a Nagari, les torres del turó de Chitor (la Kirtti Stambh del segle XII o XIII i la Jai Stambh del segle XV). L'estat inclou nombrosos temples i palaus; destaquen els temples excavats a la roca a Barolli, prop de Bhainsrorgarh, els de Bijolia, els de Menal prop der Begun, i els de Eklingji i Nagda propers a Udaipur.

## Població
L'estat estava formar per 6.044 ciutats i pobles exclosos els 94 pobles situats dins el districte de Merwara a la província britànica d'Ajmer-Merwara, i administrats pels britànics però sobre els que per un acord de 1883 el maharana tenia alguns drets. El 1941 es registraven 5563 pobles amb 342.963 llars.
La principal ciutat era Udaipur. Les altres eren Bhilwara, Nathwara i Chitor.
La població al cens del 1881 era d'1.404.220 habitants, el 1891 d'1.845.008 habitants, el 1901 d'1.018.805 habitants i el 1941 d'1.926.698 habitants.
L'ètnia principal eren els bhils (11%); els seguien els mahajans (9%), els bramans (9%), els rajputs (9%), els jats (7%), els gujars (6%) i els balais (5%).

## Llengua i religió
La llengua principal era el mewarí, variant del marwarí (un dels quatre grups del rajasthaní); important també era el bhilí, emparentat amb el gujaratí.
Hindús eren el 76% (779.676 el 1901); un 13% (134.114 el 1901) eren animistes; jains ho eren 64.623 i musulmans 40.072. El 1901 hi havia 184 cristians nadius dels quals 96 eren presbiterians, 61 catòlics i 23 anglicans.

## Govern i administració
El territori estava dividit en 17 districtes, els grans anomenats ziles (zila) i els petits (que eren sis) parganes (pargana), i dos bhumiats (Kherwara i Kotra) governats per petits caps giràsies (girasia). A més a més hi havia 28 jagirs principals del més destacats nobles de Mewar.
Les ziles eren: 
- Bhilwara
- Chitor
- Chhoti Sadri
- Devasthan
- Jahazpur
- Girwa
- Kapasan (o Kapasin)
- Magra
- Mandalgarh
- Rasmi
- Sahran (o Saharan)

L'administració corresponia al sobirà que porta el títol de maharana, i estava assistit per dos ministres que amb un grup de secretaris formava l'anomenat mahakma khas o departament executiu principal. Cada zila estava governada per un hakim; també cada pargana tenia al front un hakim; a les primeres, generalment dividides en dos o més subdivisions, al front de cadascuna d'aquestes hi havia una naib-hakim; aquest oficial no existia a les parganes excepte a la de Kumbhalgarh.
El 1942 hi havia 456 jagirs o tikhanes de les que 23 eren considerades de primera classe amb poders executius i judicials. Les tikhanes principals eren:
- Amet (o Ametha)
- Asin (o Asind)
- Badnor (o Bednor)
- Bagor
- Banera
- Banlas
- Bansi
- Barisadri
- Bedla
- Begun
- Bhainsrorgarh
- Bhindar
- Bijolian
- Delwara
- Deogarh (o Devgadh)
- Gogunda
- Jawas
- Juda
- Kachhola
- Kankrauli (o Kankroli)
- Kanod
- Karjali
- Karoi
- Kotharia
- Kurabar
- Meja (o Mehja)
- Nathdwara
- Ogna (o Oghna)
- Panarwa
- Parsoli
- Salumbar
- Sardagarh
- Shivrati (o Seorati)

## Noblesa
La noblesa dominava un terç de les terres de l'estat; a la part final del segle XIX els més importants van obtenir poders judicials que després es va estendre a tots. Els nobles devien algunes mostres de vassallatge als maharana, a les solemnitats i festivals.
Vers el 1700 els nobles van quedar arranjats de la següent forma:
- 16 de primer rang coneguts com a solah, a més del príncep hereu i els parents més propers del maharana (que seient per darrere dels setze)
- 32 de segon rang coneguts com a battis
- Els gol

La primera classe, tot i ser coneguts pels setze, eren 20 el 1894 a més dels parents propers del maharana que eren set. D'aquestos 27, 18 eren sisòdies (clan sisòdia rajput) i 9 d'altres clans. Les famílies sisòdies es dividien en cinc classes:
- A la primera classe pertanyien els nobles de Salumbar, Deogarh, Begun, Amet, Mehja, Korabar, Bhainsrorgah, i Asin, tots descendents de Chanda Singh que el 1398 va renunciar als seus drets a la sobirania de l'estat a favor del seu germà.

- A la segona classe hi havia el noble de Kanod o Kanor, descendent de Sarangdeo, fill d'Aja Singh i net de Lakha Singh (pare de Chanda Singh i Mokal Singh)

- A la tercera pertanyien els nobles de Bhindar i Bansi, descendents de Sakat Singh, fill d'Udai Singh (1537-1572)

- Dos nobles formaven una classe especial: els raja de Shahpura (descendent d'Amar Singh) i el raja de Banera (descendent de Raj Singh)

- La darrera classe estava formada per cinc havelis (cases): Karoi, Banlas, Bagor, Karjali i Seorati, i eren descendents de Sangram Singh II.

Entre els nobles fora dels sesòdia n'hi havia tres de jhales (Sadri, Dilwara i Gogunda), tres de chahuans (Bedla, Kotaria i Parsoli). La resta eren: 
- Bijoli, que era puar
- Bednor que era rathor
- Sardargarh que era dudhiya

El lloc principal del protocol corresponia a un noble jhala; nobles chahuans ocupaven la segona i tercera posició; i la quarta un sisòdia (el rawat de Salumbar, que com a cap de la família dels Chandawats era un dels caps principals del Mewar).

## Segells i moneda
El 1901 hi havia a l'estat 36 oficines de correus, 4 de les quals tenien telègraf. El sistema local de correu era el brahmani dak, i servia per l'estat i per correspondència privada interior i amb llocs no servits pel sistema de correu britànic; la seva administració estava subcontractada per 1920 rúpies any i per cada carta s'havia de pagar mitja anna (en moneda local) sense considerar el pes.
Emissions de segells pròpies apareixen entre 1920 i 1947. El nobles de les tikhanes principals van sobrecarregar els segells de l'estat amb el nom del jagir en lletres angleses i la paraula "tikhana" al damunt en lletres sànscrites. També es van sobrecarregar per ser usats al Rajasthan entre 1948 i 1950.
L'estat feia anar les rúpies britàniques però cinc classes diferents de moneda de plata corrien també, portant els noms de chitori, udaipuri, bhilari, sarup shahi, i chandori, de les quals les tres primeres ja no s'encunyaven al segle XX. El seu valor era fluctuant. L'estat també disposava de petites monedes de plata (8 annas, 4 annas, etc.), monedes d'or i peces de coure localment anomenades dhingla (16 dhingla = 1 anna). La moneda local va desaparèixer el 1942.

## Escut i bandera

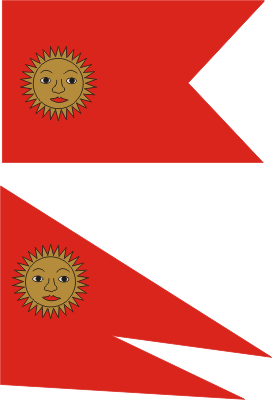
Mewar, estendard reial anterior a 1874, dues versions

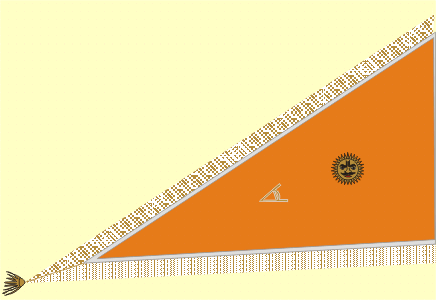
Mewar, estendard reial posterior a 1874

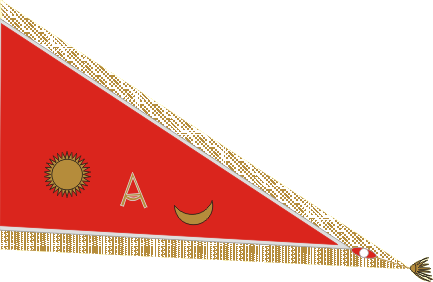
Mewar, bandera d'estat (la bandera porpra que apareix a diversos llocs, és una reconstrucció poc precisa i el color no es correcte)

L'escut de l'estat fou creat modernament. Quan Alfred duc d'Edimburg, fill de la reina Victòria, va anar a l'Índia per ser investit a l'orde de l'estrella de l'Índia per Lord Mayo, aquest va determinar que hi hauria una processó de cavallers incloent els prínceps indis, amb patges, estendards i servidors, i que als estendards hi havia d'haver elements dels seus escuts; això va fer necessari crear escuts per cada principat, necessitat reforçada el 1875 durant la gira d'Eduard príncep de Gal·les per l'Índia. El 1877 Lord Lytton va ser encarregat per la reina de fer una assemblea a Delhi per ser proclamada emperadriu i altre cop es van demanar els escuts dels prínceps; posteriorment encara foren necessaris altres vegades (especialment 1902 i 1911).
Així el 1869 l'agent britànic a Udaipur, Gunning, va enviar el disseny de l'escut usat a Mewar, creat després de 1851, a Robert Taylor del Servei Civil de Bengala, encarregat del disseny dels escuts dels principats. Taylor el va trobar complicat i el va redissenyar donant-li una aparença més europea. El primer disseny de Taylor fou usat per Lord Lytton a l'assemblea imperial del 1877 on estava present Sajjan Singh, i es conserva a Shambhu Niwas Palace a Udaipur. Fateh Singh el va fer modificar i finalment fou modificat per tercera i darrera vegada per Bhupal Singh.
El primer escut, de forma complexa i de color vermell era una vista der Chitor, l'antiga capital reial, i del país, i sobre això l'espada adorada a Dusserah, donada a la família de Chitor per una deessa abans de ser conquerida aquesta ciutat per un rana sisòdia de la família reial; al costat l'heroi Rana Pratap portant l'espasa Bheeramata donada per una deessa a una altra família, i Eklinga Mahadeo, patró de la família; als cantons un katar (dreta de l'observador) i un arc amb fletxa (esquerra); damunt de l'escut un sol i sobre un para-sol; a cada costat del sol una bandera, la suposada de l'estat blava (bandera presa a Baber a la batalla de Biana el 1583) i l'estendard vermell amb katar i sol. A cada costat de l'escut a la part superior i petits dos cavalls, el de l'esquerra de l'observador de color marron, amb cadira de muntar molt decorada; el de la dreta blanc, amb similar cadira; Als costats de l'escut i part inferior una cinta blava amb inscripció del lema de l'estat en sànscrit (lletres blanques)
El disseny de Taylor de 1877 era escut vermell amb sol daurat amb rostre. Al damunt elm de plata amb llambrequins daurats i vermells; al damunt de l'escut l'espasa sagrada; aguantant l'escut un guerrer bhil natural amb arc de fletxes a l'esquerra de l'observador, i un noble rajput a la dreta. Una decoració daurada aguanta una cinta blava amb el lema en sànscrit en lletres negres.
El segon model fou similar; al damunt de l'espasa aseenyalada com una khadag (símbol del poder), un sol radiant amb rostre simbolitzant la descendència de la dinastia del sol); en el lloc de l'elm un shivling (la dinastia tenia les funcions religioses de shaivites) rodejat de dues flors de lotus amb fulles, una a cada costat. Aguantant també l'escut un guerrer bhil amb arc i un de rajput; a l'escut s'hi veia una imatge del Mewar amb el fort de Chitor; el lema de l'estat estava en una cinta blava a la part inferior, en lletres sànscrites blanques, aguantada la cinta per decoració de color verd. A la cinta hi deia: "Que el Totpoderós protegeixi als que es posen fermament al costat de la justícia".
El tercer disseny fou també similar, i és el que encara està en ús; l'escut té una vora daurada i igualment s'hi veu un panorama de Mewar i el fort de Chitor; al damunt un sol (disc) amb un cap coronat i amb rostre incloent un gran bigoti rajput negre; l'escut era aguantat per un guerrer bhil amb arc i un de rajput; sota, una decoració verda (lleugerament diferent a l'anterior) i la cinta, negra de vores daurades amb el lema en lletres sànscrites blanques.
La bandera de l'estat, era triangular, de color vermell, incloent un sol a la part propera al pal, un katar, i una mitja lluna al vol. Va ser adoptada el 1874 o en una data posterior.
L'estandard reial era similar; s'utililitzava des del segle XIII amb diverses variacions, però el color, inicialment vermell, va esdevenir taronja al segle XIX (1874). Incloia un sol radiant amb rostre (daurat) i un katar de linees platejades. L'estendard portava serrells daurats. S'anomenava nishan. El sol simbolitzava a la dinastia sisòdia de Mewar, i el katar era el símbol de la independencia i la defensa de l'hinduisme.
Mc Meekin descriu l'estendard anterior a 1874 com a bandera d'estat i estendard reial, i el fa bifurcat, assenyalant només l'existència del sol a la part propera al pal.
Al Museu del Palau d'Udaipur hi ha deu antigues banderes d'entre 1720 i 1925, totes les quals són triangulars o doblement triangular excepte un estendard d'Ari Singh datat el 1764 i un de Bhim Singh datat el 1802. Tots són de color vermell o taronja amb les següents característiques:
- 1720-1820, triangular vermell sense afegits
- 1720, triangular vermell amb sol daurat amb rostre i petita decoració per tota la tela; serrell daurat
- 1727, triangular vermell amb sol daurat sense rostre i petita decoració per tota la tela (més abundant que a l'anterior); serrell daurat
- 1754, triangular vermell amb katar daurat
- 1764 estandard d'Ari Singh, rectangular vermell prop de 1:2, cometa al centre; una mà prop del puny de l'espasa (dits per amunt) i cinc petites boles o sols a l'entorn de l'espasa, tot en safrà; estretes franges safrà a la part superior i la inferior.
- 1802, estendard de Bhim Singh, rectangular vers 3:5, vermell amb espasa daurada; sol i lluna daurats un damunt l'altre a la part del vol; dos boles daurades a la part del pal; tres vores (totes escepte la del pal) amb una doble franja, la interior verda i l'exterior negre.
- 1802, doble triangular blanca; al triangle superior un hanuman vermell al centre amb un sol daurat radiant (rajos vermells) a la part del vol i una mitja lluna roja a la part del pal.
- 1901, bandera triangular taronja, serrell platejat
- 1901, bandera triangular taronja, serrell daurat; a la part del vol un katar (punta cap al vol) pàrcialment de plata i a la part del pal un sol (disc) i sota mitja lluna amb les puntes cap dalt tot daurat.
- 1925, triangular taronja, serrell daurat; a la part superior del pal, mitja lluna blanca amb puntes cap al pal. Serrell platejat.

Les banderes militars eren:
- La Mewar Sajjan Infantry, porpra amb emblema blanc al centre
- La First Mewar Infantry, vermella amb emblema blanc al centre
- Els Mewars Lancers, verde, amb emblema blanc al centre

## Exèrcit i policia
L'estat disposava d'un exèrcit de 6015 homes dels quals 2549 eren regulars i 3466 irregulars. Els regulars els formaven 1750 soldats d'infanteria, 560 de cavalleria, i 239 artillers; i els irregulars 3000 d'infanteria i 466 de cavalleria. L'estat disposava de 128 canons dels quals 56 funcionaven. Un contingent addicional era aportat pels jagirdars. Els britànics disposaven de dues guarnicions, una Kherwara i una a Kotra, del Mewar Bhil Corps, finançades en part pel darbar amb les rendes dels pobles del maharana situats al districte de Merwara.
Les funcions policials als 17 districtes les feien les forces aportades pels jagirdars, sota el control dels hakims. Per la capital i rodalia i la línia fèrria Udaipur-Chitor hi havia una força especial de 537 homes dels quals 36 a cavall, dirigits per un superintendent. A la capital hi havia una presó per 458 presoners, i calabossos a cada cap de districte.

## Justícia
Tant les corts civils com criminals es guiaven pels codis de l'Índia Britànica en termes generals, però amb respecte a la llei hindú i als costums locals. Els naib-hakims no disposaven de poder judicials però els podien ser delegats pels hakims per tractar els casos menys importants. Els hakims eren els jutges de més baix nivell (fins a 5000 rúpies de quantia, multes fins a 500 rúpies i sentencies fins a un any de presó). Els casos superiors i les apel·lacions a les seves sentències passaven a la cort civil i criminal de la ciutat d'Udaipur; els jutges civils d'aquestes corts podien decidir en casos fins a 10000 rúpies de quantia, i els jutges penals fins a tres anys de presó i multa fins a 1000 rúpies. La següent cort era la mahendraj sabha o ijlas mamuli, un consell de 8 membres, que escoltava les apel·lacions de les corts inferiors i podia decidir sobre afers fins a 15000 rúpies de quantia i set anys de presó o 5000 rúpies de multa. Aquesta cort, quan era presidida pel maharana, s'anomenava ijlas kamil, i esdevenia cort suprema de l'estat, jutjant qualsevol cas per damunt de les quanties i límits indicats.
El govern reclamava la jurisdicció judicial sobre tots els estats jagirs excepte els 14 dels nobles de primera classe als que alguns poders judicials es van concedir el 1878 i 1879.

## Possessió de la terra
Les terres de l'estat eren jagir, bhum, sasan, i khalsa; els jagirs ocupaven 7/13,5 parts de l'estat, 3/13,5 eren sasan i 3,5/13,5 eren khalsa.
Els jagir foren terres donades originalment a canvi de serveis militars però posteriorment va tenir un sentit més ampli, i també eren terres concedides per serveis civils o polítics fets a la casa reial, o com a marca de distinció feta pel maharana. Els jagirs eren majoritàriament tinguts per rajputs que en formaven un grup; la resta formaven un segon grup (mahajans, kayasths...); els rajputs pagaven una renda fixa anual (1/6 del producte del territori) anomenada chhatund, i feien alguns serveis militars; una renda extra, anomenada nazardna es pagava quan pujava al tron un nou maharana i en algunes ocasions especials; els jagirs rajputs quan pujaven al poder al seu territori pagaven una taxa anomenada kaid. A la mort d'un jagirdar el seu domini esdevenia khalsa, és a dir revertia al govern, fins que el maharana reconeixia al fill o un altre parent com a successor; només podia ser confiscat per una ofensa greu; els jagirs no rajputs no pagaven la renda chhatund però els serveis militars i civils que havien de fer eren majors. Tant els jagirs rajputs com els de l'altre grup, podien adoptar per assegurar la successió, però calia l'aprovació del govern de l'estat. El 1941 constaven 456 jagirs.
Les terres bhum pagaven una petita renda (bhum barar) i podien ser cridats a fer serveis locals com vigilància del poble, escortes, etc. La possessió era perpètua mentre els bhúmies complien els serveis i pagaven la renda.
Les terres sasan o muafi eren donades als bramans, gosains i altres castes sacerdotals, i als charans i bhats; els posseïdors no pagaven tribut excepte per les terres chakrana, i tampoc feien serveis.
Cap de les terres jagir, bhum i sasan podia ser venuda, però hipoteques se'n feien sovint.
Les terres khalsa eren terres de la corona, descrites com a ryotwaris, és a dir que el posseïdor (ryot) no era molestat en la seva possessió mentre pagava la renda (bhog o hasil). N'hi havia dues varietats: pakka o bapoti i kachcha. La primera donava dret al posseïdor a venda i hipoteca i a dret perpetu mentre pagava la renda, i si era expulsat per impagament, podia retornar per reclamar la terra dels seus ancestres pagant els endarreriments i els anys que la terra havia restat sense cultivar en la seva absència. La segona modalitat (kachcha) només donava al posseïdor la condició d'ocupant a voluntat del govern, el qual la podia recuperar en qualsevol moment. La renda de les khalsa solia ser entre ¼ i ½ del producte, però el 1878 el maharana va decidir introduir un pagament regular als 17 districtes, cosa que es va fer efectiva entre 1885 i 1893, per un període de prova de 20 anys prorrogables en el qual el pagament es fixava en funció del tipus de sol, i el seu valor i, per tant, era variable. El sistema va afectar uns 5200 km². A la resta el sistema de pagament es va fer segons l'antic sistema batai d'entre ¼ i ½ o segons el sistema anomenat bighori que afectava a l'opi, cotó i canya de sucre i era variable segons la natura del sol i el cultiu.

## Economia

### Agricultura
La majoria de la població vivia de l'agricultura, directa i únicament el 55% i un nombre important alternat amb altres activitats; les comunitats amb més agricultors eren els jats, gujars, malis, gadris, dangis i dhakars; també els mahajans, telis, kumhars i bramans tenien aquesta activitat com a principal.
La terra no era igualment bona arreu i les diferències eren molt marcades; a les muntanyes del sud predominava la terra anomenada de cotó negre; a les vores dels rius era terra lleugera i arenosa però molt apte pel cultiu; a Mandalgarh i Jahazpur la terra era lleugera però pedregosa.; els districtes centrals i del sud tenien gran varietat de sols. La terra més productiva era l'anomenada terra negra, que es donava principalment a les planes; la terra roja de les pujades i l'arenosa de les valls era bona però menys fèrtil de natural; la pitjor era la terra pedregosa.
A la plana es cultivava de manera normal però a les muntanyes es cultivava en terrasses que a les pluges actuaven com a recollidors d'aigua passant-la d'una a l'altra; els bhils feien servir el seu sistema walar molt perjudicial per a l'entorn, que consistia a tallar els boscos, i cremarlos a la terra, la qual s'aprofitava per cultivar i s'adobava amb les cendres, però que només donava per una explotació d'uns dos anys i l'operació s'havia de repetir.
Les collites de la tardor i la primavera s'anomenaven sialu i unalu respectivament. Els principals cultius a la tardor eren moresc, jowar, til, cotó i canya de sucre; a l'època del fred es feia blat, civada, gram i opi. La superfície cultivada als districtes era de 5376 km² de la que 36% ho era en més d'una estació. Un quart de les terres de cultiu estaven irrigades, principalment per deus, de les que n'hi havia unes 25000 a les ziles de l'estat i 75000 a la resta; normalment les deus apareixien en zones rocoses i eren una feina dura el seu aprofitament; l'aigua era conduïda per l'anomenada roda persa o en temps amb poca aigua, amb odres de cuiro. La major part dels pobles de l'estat disposaven d'una cisterna i un centenar eren grans cisternes, però l'àrea que irrigaven era bastant minse (1/7 de l'àrea irrigada).

### Boscos i selves
Els boscos ocupaven 11.914 km² i no eren aprofitats més que puntualment. Les zones considerades reserves, 186 km², eren poc controlades. En alguns d'aquest boscos es portaven els ramats per engreixar; les millors selves eren a l'oest i sud-oest al llarg de la serralada de l'Aravalli, i al sud prop de Salumbar, Dariawad i el llac Dhebar.
Els boscos i selves estaven formats principalment per arbres de menys valor per la fusta; la fusta més valuosa era la de teka, fusta negra, i eban, però totes tres eren escasses. Els arbres abundants eren l'Acacia arabica, el Ficus bengalensis, el Zizyphus jujuba, la Butea frondosa, el Ficus glomerata, l'Adina cordifolia, l'Eugenia jambolana, l'Acacia catechu, la Prosopis spicigera, la Bassia latifolia, la Melia azadirachta (mango), el Ficus religiosa, la Boswellia thurifera, la Dalbergia sissoo, l'Albizzia lebbek, i el tamarit.

### Mineria
El 1872 es van fer prospeccions i traces de coure es van trobar a Rewara (al centre) i a Boraj i Anjani, al sud; ferro se'n trobava a l'est i al nord-est. Al districte de Bhilwara s'explotaven les pedres granades.
En general el país era ric en minerals però pocs eren explotats. Mines de plom i zinc s'havien explotat a Jawar a menys de 30 km al sud de la capital entre 1776 i la fam de 1812. Els successius maharanes no es van voler fer càrrec del cost de mecanitzar les explotacions i l'explotació manual era poc rendible. El producte més apreciat era la plata que es trobava amb la galena (10 onzes cada tona).
La pedra arenosa era abundant especialment a la rodalia del llac Dhebar i a Debari; marbre blanc es trobava a Rajnagarm i marbre negre prop de Chitor.

### Industria
Les manufactures es limitaven a espases, dagues, brodats, vorí, objectes de fusta, peces de roba de cotó, quasi tot a la capital; a Bhilwara es fabricaven petits objectes; a Rakhabh Dev es feien estàtues de pedra i imatges; i odres de cuiro o pell per aigua, oli o altres líquids es preparaven a diversos llocs; una fàbrica de cotó amb premsa era propietat del darbar (govern) a Bhilwara.

### Exportacions i importacions
Les principals exportacions eren cotó, llana, opi, olis, bestiar, objectes de cuina, roba gravada, i de vegades cereals.
Les importacions eren sal, tabac, sucre, objectes d'Anglaterra, cocos i metalls.

### Fams
Les fams foren poques al Mewar; la primera registrada és del 1662 quan es va construir la resclosa de Raj Samand a Kankroli. Altres fams s'esmenten el 1812-1813, 1833-1834 i 1866-1869. Finalment la gran fam de 1899-1900; es van iniciar treball públics, i es va portar gra en ferrocarril, però la dificultat dels transport va fer poc efectiva aquesta mesura; part dels ramats va morir i el preu del gra i del bestiar va pujar enormement. En les terres sota control del darbar les mesures preses foren satisfactòries dins la desgràcia, tot i la mala gestió dels oficials del maharana; però a alguns jagirs les mesures preses foren inadequades o mal aplicades. El maig del 1900, quan la fam estava al punt més alt, va esclatar una epidèmia de colera el que va afegir més desgracia; la població de Kherwara va quedar delmada i el 5% de la població de la capital va morir de la malaltia en quinze dies. El [[1901[[]]-1902]] hi va haver escassetat als districtes de l'oest i sud-oest deguda a la plaga de rates que va seguir la fam, i que van damnar collites, i a la manca de prou pluja.

## Comunicacions
La línea fèrria Rajputana-Malwa travessava la meitat oriental de l'estat de nord a sud durant 132 km, amb 10 estacions. De Chitor una altra línia propietat del govern de l'estat oberta el 1895 i completada el 1899, anava cap a l'oest fins a la capital (Udaipur-Chitor Railway) amb una distància de 107 km.
Les carreteres asfaltades eren 228 km i les no asfaltades 415 km; totes eren mantingudes pel govern excepte la carretera de Nasirabad a Nimach (130 km no asfaltats dins l'estat) construïda entre 1866 i 1875 que fou pagada en 1/3 pel govern britànic i inicialment en part asfaltada. Una carretera important (no asfaltada) unia la ciutat d'Udaipur amb Kherwara al sud i després cap al nord-oest des de Kotra a Rohera (a Sirohi), amb uns 200 km.

## Educació i sanitat
El 96% de la població era analfabeta el 1901 (93,6% homes i 99,8% dones). Hi havia escoles indígenes (anomenades maktabs i patshalas) i 54 altres institucions educatives amb uns 2500 alumnes diaris, de les quals 42 eren mantingudes pel govern de l'estat, set per la United Free Church Mission, tres per la Church Missionary Society, i dos pel Mewar Bhil Corps. Només dues d'aquestes escoles eren secundàries: l'Escola Superior a la capital i l'escola Anglo-vernacular a Bhilwara, amb un total de 440 alumnes. De les escoles, cinc eren per noies amb 190 alumnes diaris.
Hi havia hospitals militars a Kherwara i Kotra, i altres 12 hospitals i sis dispensaris; 14 hospitals i dispensaris eren pagats pels govern de l'estat, un per la United Free Church Mission, i dos a mitges entre el govern i particulars. 19 persones s'ocupaven de la vacunació i el 1905 ja estava vacunat el 19% de la població.

## Història
Els maharanes (maharana) de Mewar són els sobirans de rang més alt dels sobirans rajputs, i reclamen ser descendents de Kusa, el fill gran de Rama, rei d'Ayodhia i heroi del Ramayana. Van oferir la més forta resistència als musulmans i tenen l'orgull de dir que mai havien donat una filla en matrimoni a cap emperador musulmà, i fins i tot van deixar d'enllaçar amb les famílies rajputs que si que havien accedit a aquestos matrimonis.
Segons la llegenda els descendent de Kusa van governar a l'Oudh, fins al regnat de Sumitra, i unes generacions més tard Kanak Sern va fundar un regne anomenat Vallabhi a Kathiawar. Atacat per invasors bàrbars, el rei de Vallabhi, Siladitya, va morir; el seu fill pòstum Gohaditya se'n va anar a Idar on va governar un territori muntanyós al sud-est de Mewar, i d'aquest sobirà el clan va agafar el nom de gohelot o gahlot.
El sisè sobirà després de Gohaditya fou Mahendraji II, conegut com a Bapa. Va establir la seva capital a Nagda, uns quilòmetres al nord d'Udaipur (ciutat), i quan fou més gran va anar a buscar fortuna a la regió de Chitor, governada per Man Singh, del clan mori dels rajputs; va dirigir l'exèrcit de Chitor contra els musulmans en la seva primera invasió de l'Índia des de Sind, i els va derrotar i expulsar; llavors va enderrocar a Man Singh (734) i va agafar el seu lloc, prenent el títol de rawal.
De la història interior de l'estat entre el segle VIII i el XIV no se'n sap gairebé res. Al segle XIV governava Ratan Singh i Chitor fou saquejada per Ala al-Din Khilji (1303) després d'un setge de sis mesos. Ratan estava entre els que van morir a la lluita. El conqueridor va cedir la fortalesa al seu fill Khizr Khan, que va canviar de nom la ciutat a Khizrabad.
Karan Singh va succeir a Ratan i el Mewar fou envaït en el seu temps per Mokal Singh, rana parihar de Mandor, l'antiga capital de Mewar; Karan va enviar el seu fill gran Mahup, contra els invasors, però el fill va fracassar, i llavors va fer l'encàrrec al fill petit Rahup, que va derrotar els atacants i va fer presoner a Mokal Singh; Rahup, per aquesta victòria, fou declarat hereu presumpte i va rebre el títol de rana, mentre el seu germà gran va abandonar l'estat i va conquerir el territori més tard conegut com a Dungarpur on va governar com a rawal.
Rahup va governar al Mewar i va canviar el nom del clan de gahlot a sesòdia, derivat de Sesoda, el poble on vivia. Els següents sis sobirans van governar poc temps i tots van morir en intents de reconquerir Chitor. Bhuvan Singh el va recuperar temporalment però ràpidament Muhammad ben Tughluq (meitat del segle XIV) la va reconquerir a Lakshman Singh, que, junt amb set dels seus fills, va morir durant el setge. El govern de Chitor i el país a l'entorn fou concedit a Mal Deo, el sobirà chahuan de Jalor al Marwar.
Hamir Singh, segon successor de Lakshman Singh, va fer preparatius per recuperar Chitor i per gestions diplomàtiques es va casar amb una filla de Mal Deo i va aconseguir el seu objectiu. Muhammad ben Tughluq va enviar un gran exèrcit per recuperar la fortalesa, però fou derrotat i fet presoner a la batalla de Singoli, prop de la frontera oriental de Mewar, i només fou alliberat contra el pagament d'una gran suma (50 lakhs de rúpies i 100 elefants) i la cessió d'alguns districtes. Hamir va morir el 1364.
Sota Laksh Sing (conegut per Lakha, 1383-1397) es van trobar mines de plata a Jawar i el seu producte fou utilitzat per restablir els temples i palaus construïts per Ala al-Din i per fer diverses rescloses per tenir reserves d'aigua.
Durant el segle i mig següent les forces de Mewar van ser victorioses i l'estat va prosperar. Em temps de Kumbha Karna Singh, Mahmud Khilji de Malwa fou derrotat i fet presoner i fou portat a Chitor on va romandre sis mesos; també va derrotar a Kutb al-Din de Gujarat i al governador musulmà de Nagaur a Marwar i va erigir el pilar triomfal (jai stambh) a Chitor, així com nombroses fortaleses entre les quals la principal Kumbhalgarh.
Rai Mal (1473-1508) va lluitar contra el sultà de Malwa i va derrotar a Ghiyas al-Din. Sangram Singh I (1509-1528) també conegut com a Sanga Singh, va portar l'estat a la cimera del seu poder. Els seus dominis anaven de Bayana al nord, el riu Sind a l'est, Malwa al sud i els Aravalli a l'oest. Es diu que 104 sobirans (amb títols de rawal o rawat, amb 500 elefants, el seguien al camp). Va guanyar 18 batalles contra els sobirans de Delhi i de Malwa, entre les quals dues contra Ibrahim Lodi personalment; una de les vegades va fer presoner a Mahmud II de Malwa però el va alliberar sense rescat, acte de generositat elogiat fins i tot pels historiadors musulmans; molt anomenats foren els seus atacs a les fortaleses de Ranthambhor i Khandhar (després del principat de Jaipur).
Quan Baber va derrotar a Ibrahim Lodi i va assegurar Agra i Delhi, va dirigir els seus exèrcits contra Sangram o Sanga Singh; els dos contendents es van trobar a Khanua el març de 1527, batalla en la qual els rajputs foren derrotats; Salehdi, el sobirà ronwar de Raisen (després a Bhopal) va desertar i es va passar a Baber amb 35000 homes. Sangram, ferit, fou portat al poble de Baswa (després al principat de Jaipur) on va morir poc temps després. El seu fill Ratan Singh II va governar quatre anys i finalment fou mort pel raja Suraj Mai de Bundi, però que va matar alhora. El va succeir Vikramaditya que es va alenar als nobles en ignorar-los en benefici de gent de classe inferior.
Aprofitant les circumstàncies, Bahadur Shah de Gujarat, va envair Mewar i va ocupar Chitor (1534) fortalesa que fou defensada de manera valenta fins i tot per la reina mare (que va morir quan dirigia una sortida). L'emperador Humayun va atacar llavors a Bahadur Shah i el va derrotar prop de Mandasor i llavors Vikramaditya va recuperar la seva capital, però com que va seguir la seva política anterior amb els nobles, fou assassinat el 1536 per Banbir, fill natural d'un germà de Samgran. Banbir va governar al tomb d'un any i fou deposat per Udai Singh (1537-72) que va fundar la ciutat d'Udaipur el 1559.
El 1567 es va produir el darrer setge i saqueig de Chitor, en aquest cas per l'emperador Akbar. Encara que el sobirà va abandonar el fort al començament del setge, no per això fou més fàcil la seva conquesta; la guarnició dirigida per Jai Mai de Badnor i Patta de Kelwa entre d'altres, va resistir al màxim, fins que finalment va sucumbir; dels 8000 soldats i 40000 habitants, uns trenta mil van morir i la resta foren fets presoners.
Udai Singh fou succeït pel seu fill gran Pratap Singh I (1572-1597). Protegit a les zones muntanyoses va fer atacs contra els imperials a les planes de Mewar que va deixar desolades per impedir l'abastiment dels imperials; una greu derrota que va patir el 1576 a Haldighat, i atacat per diversos exèrcits imperials, el van obligar a fugir a Sind, creuant els Aravalli; però el seu ministre Bhim Singh, l'home més ric del país, va posar la seva riquesa al seu servei, i Pratap va retornar sobtadament i va sorprendre a les forces imperials a Dewair, i les va aniquilar; va avançar llavors amb celeritat i energia i en una curta campanya va recuperar quasi tot el seu territori del que va gaudir sense oposició fins a la seva mort (19 de gener de 1597).
Va pujar al tron el seu fill Amar Singh I en temps del qual Djahangir va decidir sotmetre totalment el Mewar. Va instal·lar a Chitor, amb títol de rana, a Amar Singh, un oncle de Samgran Singh que s'havia posat al seu servei, i va enviar al país un fort exèrcit sota el comandament del seu fill Parwez. Però aquest exèrcit fou derrotat completament a Untala per Amar. Djahangir va enviar un nou exèrcit de reforç dirigit per Mahabat khan i per Abdullah, que tampoc va aconseguir el seu objectiu. Llavors l'emperador es va traslladar a Ajmer amb la intenció de dirigir ell mateix les forces; l'exèrcit no obstant fou dirigit de manera efectiva pel seu fill Khurram (després Shah Djahan) i Djahangir només va tenir el comandament teòric; Mewar fou saquejat. Amar Singh es va adonar que tota oposició era inútil i el 1614 es va sotmetre a l'emperador, amb la condició que no s'hauria de presentar mai davant seu en persona i podria enviar el seu fill en el seu lloc; aquesta condició fou acceptada i l'hereu presumpte, Karan Singh, va acompanyar a Khurram a Ajmer on es va presentar davant Djahangir; poc després les tropes imperials es van retirar de Chitor. Amar va morir el 1620.
El seu fill, Karan Singh i el seu net Jagat Singh van seguir com a sobirans i en el seu temps el país va gaudir de tranquil·litat; quan Aurangzeb va imposar la taxació coneguda per jazia als hindús, Raj Singh I va protestar en una carta; l'emperador va respondre enviant un exèrcit que va destruir temples i ídols a Chitor, Mandalgarh, Udaipur i altres llocs pels quals va passar. El 1662 el país fou assolat per una gran fam i per alleujar a la població el rana va construir una resclosa que va formar el llac Kankroli, que del seu nom fou conegut com a Raj Samand.
A Raj Singh el va succeir el seu fill Jai Singh, que va governar fins al 1698. El 1681 va signar un tractat amb Aurangzeb pel que l'emperador renunciava a l'establiment de la jazia; després va construir una altra resclosa, que va formar el famós llac Dhebar o Jai Samand.
Amar Singh II (1698-1710) es va aliar als maharajàs de Jodhpur i Jaipur en un tractat de mútua defensa contra els musulmans i una de les condicions fou que els sobirans dels dos estats recuperaven el privilegi de casar-se amb princeses de Mewar, privilegi que havien perdut per haver donat princeses en matrimoni als emperador musulmans. El rana va establir un annex al tractat pel qual el fill d'una princesa d'Udaipur (Mewar) casada amb un príncep de Jodhpur o Jaipur, si tenia fills aquestos serien preferents en la successió a cap altra. Això va portar seriosos conflictes amb aquestos estats i va facilitar més tard la conquesta de Mewar pels marathes que van assolar al país i el van castigar més que cap altre invasor abans.
A Amar Singh el va succeir Sangram Singh II (1710-34), i a aquest Jagat Singh II (1734-51). En aquest temps el poder maratha va esdevenir prou gran que l'emperador Muhammad Shah de Delhi va haver de cedir al peshwa el chauth o un quart dels ingressos de l'imperi, el que va obrir la porta a la mateixa petició per tots els altres territoris vassalls imperials. El 1736 Jagat va signar un tractat amb Bajo Rao el peshwa en què es va acordar el pagament d'un tribut anual de fins a 6 lakhs. Pocs anys després l'acord de successió amb Jaipur va tenir efecte: Sawai Jai Singh de Jaipur havia tingut un fill, Madho Singh, amb una filla del rana de Mewar Amar Singh II, mentre que el fill gran, Isri Singh, era d'un altra dona; en aplicació del tractat Madho havia de ser proclamat successor, però el maharajà de Jaipur, per anul·lar la disposició, va casar a Isri Singh amb una filla del rawat de Salumbar, el noble més poderós de Mewar, i es va assegurar un fort partit al mateix Mewar; a la mort de Jai Singh el 1743, Isri Singh fou proclamat successor i el rana Jagat Singh va donar suport amb les armes a la reclamació de Madho Singh; aquest fou derrotat però el rana va cridar llavors en ajut a Malhar Rao Holkar d'Indore i va acordar el pagament de 80 lakhs contra la deposició d'Isri Singh; es creu que aquest es va suïcidar amb verí i Madho va pujar al tron; Holkar va rebre el pagament mitjançant la cessió del ric districte de Rampura. En endavant cridar en ajut als marathes per qualsevol cosa va esdevenir habitual.
Els successor de Jagat Singh foren Pratap Singh II (1751-1754), Raj Singh II (1754-1761), Ari Singh II (1761-1773), i Hamir Singh II (1773-1778). En temps d'Ari Singh els nobles van planejar la seva deposició i substitució per un jove de nom Ratna Singh, que suposadament era el fill pòstum de Raj Sing II; per assegurar la victòria van cridar en ajut a Sindhia, que va derrotar les forces lleials a Ari Singh en una forta batalla prop d'Ujjain el 1769 i va assetjar Udaipur; llavors es va negar a aixecar el setge excepte contra el pagament d'almenys 63 lakhs. Arid va pagar en espècie la meitat de la quantitat i va haver d'empenyorar els districtes de Jawad, Jiran, i Nimach en garantia de la resta; no gaire després Sindhia va eliminar els oficials del rana en aquestos districtes que foren annexionats a Gwalior. El 1771 el districte de Godwar, que havia estat cedit temporalment a Bijai Singh de Jodhpur per preservar-lo del pretendent, fou annexionat per l'estat que el controlava. Ja en temps d'Hamir Singh, Holkar es va apoderar de Nimbahera i altres territoris. Després de 1778 i fins al 1828 els marathes van obtenir del Mewar no menys de 181 lakhs en efectiu i territori per valor (en rendes) de 28 lakhs anyals.
Bim Singh II fou rana del 1778 al 1828. En el seu temps el territori fou assolar pels exèrcits de Sindhia, Holkar i pel mercenari afgà Amir Khan (que el 1818 va formar el principat de Tonk); també va patir els atacs dels pindaris i els nobles locals arrabassaven terres que eren de la corona; a més va esclatar una guerra entre Jaipur i Jodhpur per la mà de la filla del rana, Krishna Kunwari. Aquesta era la situació el 1817 quan els britànic van decidir establir la seva protecció sobre les terres de la Rajputana. Bhim Singh va signar el tractat el 1818, i es va establir un tribut de ¼ dels ingressos els cinc primers anys i 3/8 en endavant perpètuament
Com l'estat estava força desorganitzat fou necessària una activa intervenció britànica; l'agent polític va agafar directament el control dels afers i aviat la recaptació es va incrementar a 4 lakhs el 1819 i a 8 lakhs el 1821. A mesura que la intervenció britànica es retirava, l'estat va tornar a tenir deute i la situació va empitjorar després de la seva mort el 30 de març de 1828, durant el govern del seu fill Jawan Singh (1828-38); el 1838 el va succeir el seu fill adoptiu Sardar Singh (1838-1842), fill de Shivdan Singh thakur de Bagore, quan el deute ja era d'uns 20 lakhs dels que 8 eren a compte del tribut. Va governar per quatre anys (va morir el 14 de juliol de 1842) i el va seguir el seu germà Sarup Singh, que va protegir a diverses famílies britàniques a la rebel·lió del 1857.
Va morir el 16 de novembre de 1861 i va pujar al tron Shambhu Singh fins al 7 d'octubre de 1874. Com que inicialment era menor d'edat (nascut el 22 de desembre de 1847 i, per tant, amb 14 anys el 1861) l'administració fou portada per un consell de regència sota la supervisió de l'agent polític; però el consell no va funcionar bé, i es van haver de donar més poders a l'agent, i llavors l'administració va tornar a rutllar; el 1865 es van traspassar els poders al príncep (de 18 anys) i les comptes presentaven un superàvit de 30 lakhs. El maharana va tenir una excel·lent actuació durant la fam del 1868-1869 i fou felicitat pel govern britànic. Va ser fet G.C.S.I. el 1871.
El va succeir el 1874 el seu cosí Sajjan Singh que era menor d'edat (nascut el 18 de juliol de 1859) i altre cop l'estat fou administrat per un consell de regència supervisat per l'agent polític, durant dos anys; el 1876 se li van transferir els poders; fou creat G.C.S.I. el 1881. En el seu període es van fer operacions policials locals, i es van suprimir la fabricació de sal i les taxes pel transit, però sobretot fou el maharana que va introduir el país a la modernitat: va construir carreteres i altres les va millorar, va reforestar algunes zones especialment prop de la capital, va fer conduccions d'aigua i va reparar els dipòsits ja existents; la policia fou modernitzada i va establir departaments encarregats de fixar els límits dels pobles i terres; el sistema judicial fou reformat i millorat notablement amb una cort civil i una criminal i amb una mena de jurat popular, a més d'establir una cort d'apel·lació; i finalment va establir un comitè d'educació i una oficina de premsa del govern.
Sajjan va morir el 23 de desembre de 1884 sense fills, i la família reial va designar successor a Fateh Singh, fill de Dal Singh thakur de Shivrati, i descendent de Sangran Singh II, elecció que el govern britànic va confirmar; va ser coronat el 1885; el mateix any va abolir les taxes pel transit d'articles dins l'estat, excepte per l'opi. En aquestos anys es va construir el ferrocarril de Chitor a Udaipur. El 1897 la salutació del maharana fou apujada de 19 a 21 canonades. El 1899-1900 es va trobar amb la desastrosa fam que va afectar el Rajasthan. Considerat inflexible en les seves decisions i ignorant del malestar social que algunes de les seves opcions provocaven, fou finalment privat de la major part dels poders el 28 de juliol de 1921, i encara que va conservar el títol, la direcció de l'estat fou transferida al seu fill i hereu Bhupal Singh de 37 anys. Va morir el 24 de maig de 1930.
Bhupal Sing, després de governar 9 anys, va ser proclamat maharana tot seguit. El 28 de març de 1948 va demanar l'entrada a la Unió del Rajasthan, formada per diversos petits estats i el govern de l'Índia ho va acceptar. El maharana fou rajpramukh (amb el sobirà de Kotah com a up-rajpramukh) i Shri Manikya Lal Verma va formar govern. La Unió ampliada es va inaugurar oficialment en presència del president Jawaharlal Nehru el 18 d'abril de 1948. El 30 de març de 1949 hi van quedar units els grans estats (Bikaner, Jaisalmer, Jaipur, Jodhpur i Sirohi) i va néixer el Gran Rajasthan (Greater Rajasthan) en presència de Sardar Vallabh Bhai Patel, amb el maharana Bhupal Singh com a maha-rajpramukh (i el sobirà de Kotah com up-rajpramukh) i amb Shri Hira Lala Shastri com a primer ministre. Finalment la Unió de Matsya s'hi va incorporar formalment el 15 de maig de 1949. Fou també major general honorari de l'exèrcit indi des del 15 d'octubre de 1946 i l'1 de juny de 1954 coronel honorari dels granaders de l'Índia. Va morir el 4 de juliol de 1955.

## Galeria de banderes històriques

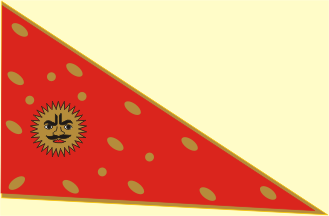
1720
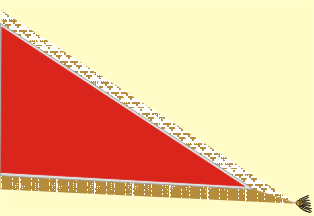
1720-1820
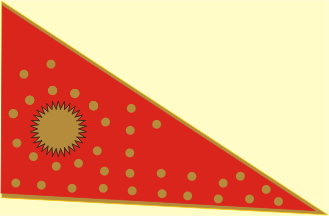
1727
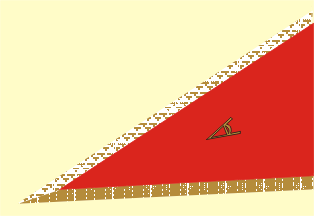
1754
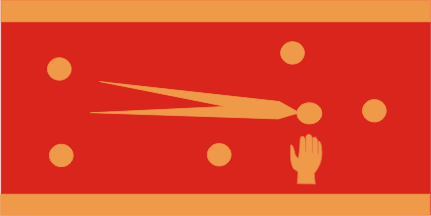
1754
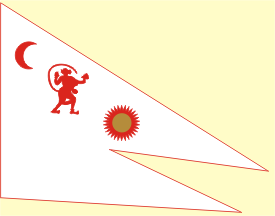
1802
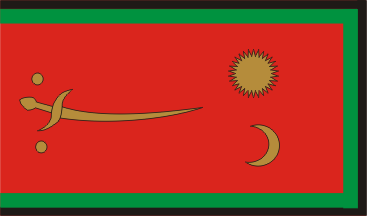
1802
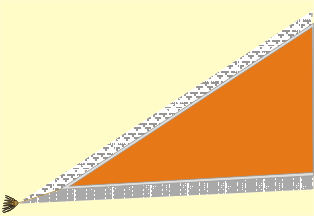
1901
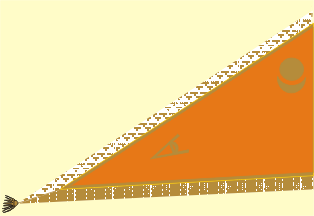
1901
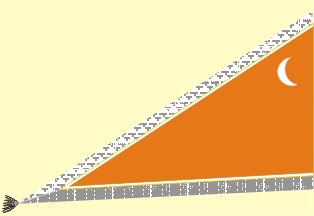
1925

## Lista de ranes o maharanes
- Ratan Singh ?-1303
- Karan Singh I 1303-?
- Rahup Singh
- Tres sobirans
- Bhavan Singh
- Lakshman Singh
- Un sobirà
- Hamir Singh ?-1364
- Ksethra Singh 1364-1382
- Lakha Singh 1382-1421
- Mokal Singh 1421-1433
- Kumbha Karna Singh 1433-1468
- Udai Singh I 1468-1473
- Rai Mal Singh 1473/1509
- Sangram Singh I 1509-1528
- Ratan Singh 1528-1531
- Vikramaditya Singh 1531-1536
- Banbir Singh 1536-1537
- Udai Singh 1537-1572
- Pratap Singh II 1572-1597
- Amar Singh I 1597-1620
- Karan Singh 1620-1628
- Jagat Singh I 1628-1652
- Raj Singh I 1652-1680
- Jai Singh 1680-1698
- Amar Sing II 1698-1710
- Sangram Singh II 1710-1734
- Jagat Singh II 1734-1751
- Pratap Singh II 1751-1753
- Raj Singh II 1753-1761
- Ari Singh 1761-1773
- Hamir Singh II 1773-1778
- Bhim Singh 1778-1828
- Jawan Singh 1828-1838
- Sardar Singh 1838-1842
- Swarup Singh 1842-1861
- Shambhu Singh 1861-1874
- Sajjan Singh 1874-1884
- Fateh Singh 1884-1930
- Bhupal Singh 1930-1949 (+4 de juliol de 1955)